# Tomostethus nigritus
Tomostethus nigritus är en stekelart som först beskrevs av Fabricius 1804.  Tomostethus nigritus ingår i släktet Tomostethus, och familjen bladsteklar. Enligt den finländska rödlistan är arten sårbar i Finland. Arten är reproducerande i Sverige. Artens livsmiljö är lundskogar.